# Hlohovec (Eslovaquia)
Hlohovec es una ciudad del distrito de Hlohovec en la región de Trnava, Eslovaquia, con una población estimada a final del año 2024 de 19 458 habitantes.
Se encuentra ubicado en el centro-este de la región, cerca del río Váh (cuenca hidrográfica del Danubio) y de la región de Nitra.

## Demografía
| Año        | 1994   | 2004    | 2014    | 2024     |
| ---------- | ------ | ------- | ------- | -------- |
| Población  | 24 054 | 23 151  | 22 264  | 19 458   |
| Diferencia |        | −3,75 % | −3,83 % | −12,60 % |

| Año        | 2023   | 2024    |
| ---------- | ------ | ------- |
| Población  | 19 774 | 19 458  |
| Diferencia |        | −1,59 % |